# 富士電機メーター
富士電機メーター株式会社（ふじでんきメーター）は富士電機グループでスマートメーター事業を中心としたメーター類の製造販売サービスを日本国内において手がける企業である。

## 概要
元々はGEグループとの合弁である「GE富士電機メーター株式会社」として2011年2月1日に設立された。
日本国内においてメーター事業を長年に渡り手がけてきた富士電機と世界的に活躍するゼネラル・エレクトリック（GE）が手を組むことで、これからの発展が見込まれるスマートグリッド事業において重要な役割を持つスマートメーターの開発・販売を日本国内において実現することを目指していた。
ちなみに富士電機とGEは、過去にもインバータ事業における合弁事業を行っていたことがある。
製造工場は富士電機（旧富士電機システムズ）の安曇野工場を継承した。
しかし、GEグループは、2015年12月に日本以外の地域において、電力量計事業を売却した為、GE富士電機メーターの存続についても話し合いが進められ、2016年8月31日付で合弁の解消とGEグループGEエナジー・ジャパンから富士電機への株式譲渡が行われた。更に2017年2月1日付で商号を「富士電機メーター株式会社」に変更し、GE色を失った。

## 設立までの経緯
- 2010年2月25日 - 「富士電機ホールディングス株式会社（FHC）」及び「ゼネラル・エレクトリック（GE）」間においてメーター事業の合弁会社設立に関する覚書締結[3]
- 2010年7月30日 - FHC及びGE間において2010年10月1日付でのメーター事業の合弁会社設立契約の締結及び詳細発表[4]
- 2010年9月29日 - 設立に伴う競争法の手続きが終了していない国があり、発表時点で数ヶ月かかる可能性が判明した為、設立の延期を発表[5]。
- 2010年12月24日 - 競争法審査終了に伴い、2011年2月1日付での設立を合意[6]

## 沿革
- 2011年2月1日 - GE富士電機メーター株式会社設立
法的手続き上は以下の手順で合弁会社を設立（全て同日付で実施）
  - FHC100%子会社の「富士電機システムズ株式会社（FES）」及びその100%子会社である「株式会社安曇富士」がそれぞれ、メーター事業を会社分割し、「GE富士電機メーター株式会社」を共同新設会社分割方式にて設立する（FES66.77%、安曇富士39.23%。FHC・FES間接保有100%）
  - FESが安曇富士を吸収合併（簡易合併・略式合併）し、GE富士電機メーターをFES直接保有100%子会社とする。
  - FESがGE100%子会社の「GEエナジー・ジャパン株式会社」にGE富士電機メーターの株式49.99%を譲渡して、GE富士電機メーターを富士電機とGEの合弁会社とする。
- 2011年4月1日 - 富士電機グループ側の持株会社の変更（FHCとFESが合併して富士電機株式会社となる）
- 2016年8月1日 - 富士電機株式会社の完全子会社となる。
- 2017年2月1日 - 富士電機メーター株式会社に商号変更、同時に本社を安曇野工場内に移転。
- 2018年1月1日 - 資本金を2億5千万円から1億円に減額。